# Papierfabrik Wülflingen

Etikette der Papierfabrik Wülflingen um 1875

Die Papierfabrik Wülflingen war eine Papierfabrik in Wülflingen, Gemarkung Tössfeld, nordwestlich dem schweizerischen Winterthur. Der Betrieb wurde 1884 wegen einem verheerenden Brand nach fünfzigjährigem Bestehen stillgelegt. 1965 wurden die Gebäudereste zum Bau der Autobahn 1 abgebrochen.

## Geschichte
Die 1834 von einem Mitglied der weitläufigen Familie Ziegler eröffnete Firma Ziegler & Co. wurde in der Nähe der Wespi-Mühle im Schlosstal an der Töss angelegt, ein neues, zweiflügliges Gebäude mit Wohnhaus. Wie die Mühle wurde auch dieser Standort unter Berücksichtigung der Nutzung der Wasserkraft ausgewählt. Die Produktionsanlage verfügte über zweieinhalb Papierholländer, etwa hüfthohen, ovalen Tröge aus Holz und Metall, später auch Beton. Diese dienten zum Zerkleinern von Lumpen, Hadern, sowie Zell- und Holzstoffe, die darin zu einem Pulpe genannten Faserbrei vermischt wurde. Zunächst ein, später zwei Wasserräder dientem dem Antrieb. Ein für diese Zwecke eigens gebauter Kanal diente der Wasserzufuhr. der über die sogenannte «gelbe Falle» beim «Haus zum Letten» mit Wasser gespeist wurde. Für das Jahr 1880 wurde die Leistung der Girardturbine mit 55 Pferdestärken und einem Durchfluss von 2200 Litern pro Stunde angegeben.
Bis auf einige Nebengebäude brennt die Fabrik am 3. Juni 1884 bis auf die Grundmauern ab. Als Grund wurde fahrlässiger Umgang mit leicht entzündlichen Lumpen vermutet. Beim Feuerwehreinsatz kamen zwei Menschen zum Leben, als eine Mauer einstürzte und sie unter sich begrub. Aus Solidarität verzichteten die Feuerwehrleute auf ihren Lohn und unterstützten dabei die Hinterbliebenen. Die 60 bei der Fabrik beschäftigen Personen verloren über Nacht ihre Arbeit. Ein halbes Jahr später beschloss die Generalversammlung der Aktiengesellschaft, den Betrieb einzustellen und die Aktiengesellschaft aufzulösen.
Nachfolgend versuchten verschiedene Unternehmen, sich dort erneut anzusiedeln, konnten aber sich nicht lange halten. Zunächst wurden dort von einem Gottfried Schoch mit einer Tagesproduktion von 100'000 Stück Hufnägel produziert, der dafür ein neues Turbinenhaus und einen Hochkamin anlegte. Sie galt als die erste dieser Art in der Schweiz, florierte aber nicht und wurde 1896 wieder geschlossen. Wenig später wurden dort für kurze Zeit Holzleisten produziert. Schon 1901 zog dort nachfolgend eine Sperrholzfabrik ein, die sich bis etwa 1940 hielt. Die heutige Strassenbezeichnung Papiermühlenfabrik erinnert noch heute an die Anfangszeit dieses Industriestandorts.